# Nəriman Nərimanov (stacja metra)
Nəriman Nərimanov – stacja na linii 1 i linii 2 bakijskiego metra, położona między stacjami Gənclik i Ulduz. Prowadzi z niej bocznica do zajezdni Nəriman Nərimanov, na której znajduje się stacja Bakmil.

## Opis
Stacja Nəriman Nərimanov została otwarta 6 listopada 1967 roku w ramach budowy odcinka między stacjami Bakı Soveti – Nəriman Nərimanov. Była stacją końcową do czasu otwarcia stacji Ulduz w 1970 roku. Pierwotnie nazwa miała brzmieć „Montino”, na cześć rewolucjonisty Petera Montina. Na etapie ukończenia budowy zdecydowano jednak o nadaniu nazwy na cześć wybitnego azerbejdżańskiego męża stanu, lekarza, dramaturga Nərimana Nərimanova, który był przewodniczącym Rady Komisarzy Ludowych Azerbejdżańskiej SRR w latach 1920–1922.
Stacja znajduje się w centrum Baku, na skrzyżowaniu ulic Təbriz i Ağa Nemətulla. Wyjścia ze stacji prowadzą w kierunku parku im. Nərimanova, kinoteatru im. Nərimanova i polikliniki stomatologicznej.
28 października 1995 r. w pociągu jadącym ze stacji Ulduz do stacji Nərimanov wybuchł pożar. To zdarzenie jest uważane za największy wypadek metra w historii.